# Nagia homotona
Nagia homotona là một loài bướm đêm trong họ Noctuidae.